# Memorijalni centar Srebrenica - Potočari
Memorijalni centar Srebrenica – Potočari – cmentarz zlokalizowany w wiosce Donji Potočari we wschodniej Bośni i Hercegowinie na terenie Republiki Serbskiej położony ok. 5 kilometrów na północ od Srebrenicy.
Na cmentarzu spoczywają ofiary masakry w Srebrenicy, która miała miejsce podczas wojny w Bośni i Hercegowinie w lipcu 1995 roku. Cmentarz został otwarty 20 września 2003 roku w obecności byłego prezydenta Stanów Zjednoczonych Billa Clintona – w kosztach budowy (6 milionów dolarów) partycypował rząd USA.
Do lipca 2012 roku dzięki badaniom DNA zidentyfikowano 6838 ofiar masakry, na cmentarzu spoczęło dotychczas 5657 ofiar.